# Eurofish

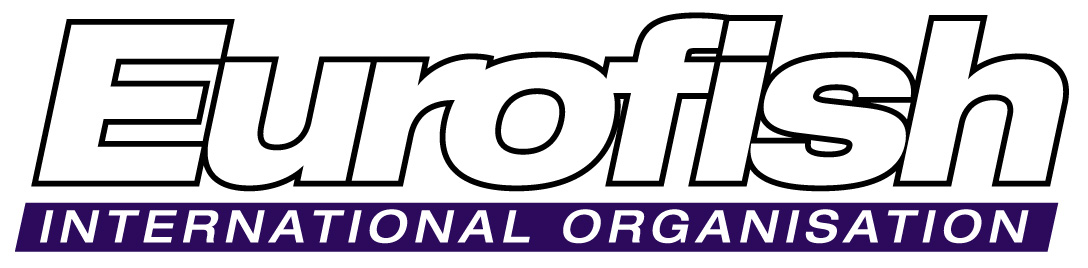
Logo organizacji

Organizacja Międzynarodowa Eurofish (ang. Eurofish International Organization) – utworzona w 2002 r. niezależna, międzynarodowa organizacja, kontynuująca działalność utworzonego w 1996 r. projektu FAO EASTFISH. Celem Eurofish jest pomoc w rozwoju rybołówstwa w Centralnej i Wschodniej Europie, w szczególności w zakresie handlu i marketingu produktów rybołówstwa, przetwórstwa i akwakultury. Siedziba Eurofish mieści się w Kopenhadze. 

## Cele
Cele FAO są następujące: dostarczać adekwatnych informacji o rynku i handlu międzynarodowym; promować wysokiej jakości produkty rybne o dużej wartości dodanej, wydawać publikacje dla branży rybnej, rozwijać program szkoleń oraz projektów we współpracy z rządami i sponsorami. 

## Członkostwo
Członkami zwyczajnymi Eurofish mogą być państwa. Obecnie członkami Eurofish są: Albania, Bułgaria, Chorwacja, Dania, Estonia, Włochy, Łotwa, Litwa, Norwegia, Polska (od 2009), Rumunia, Hiszpania i Turcja. Do Eurofish przystąpiły także Węgry, które nie ratyfikowały jeszcze umowy.

## Organy
Organizacją kieruje dyrektor. Funkcję tę od 1 maja 2009 pełni Aina Afanasjeva. 

## Działalność
Eurofish koncentruje się głównie na publikacji czasopisma (Eurofish Magazine) i przewodników dla branży rybnej (Identyfikowalność, Higiena, Pakowanie) oraz organizacji seminariów i szkoleń. W Polsce Eurofish organizował w maju 2007 r. wspólnie ze Stowarzyszeniem Rozwoju Rynku Rybnego szkolenie pod tytułem "Pakowanie w przemyśle rybnym".